# Информационная этика
Информацио́нная э́тика — дисциплина, исследующая моральные проблемы, возникающие в связи с развитием и применением информационных технологий. Информационная этика связана с компьютерной этикой и философией информации.
Информационные моральные дилеммы становятся особенно важными в «информационном обществе». Информационные технологии затрагивают фундаментальные права человека, касаясь защиты авторских прав, интеллектуальной свободы, ответственности и безопасности. Информационная этика рассматривает проблемы собственности, доступа, неприкосновенности частной жизни, безопасности и общности информации.